# Graphis lineola
Graphis lineola är en lavart som beskrevs av Ach. Graphis lineola ingår i släktet Graphis och familjen Graphidaceae.   Inga underarter finns listade i Catalogue of Life.